# Höllentour
Höllentour ist ein im Jahre 2004 erschienener Dokumentarfilm von Pepe Danquart über die Tour de France 2003. Den Soundtrack für den Film lieferte Till Brönner.

## Handlung

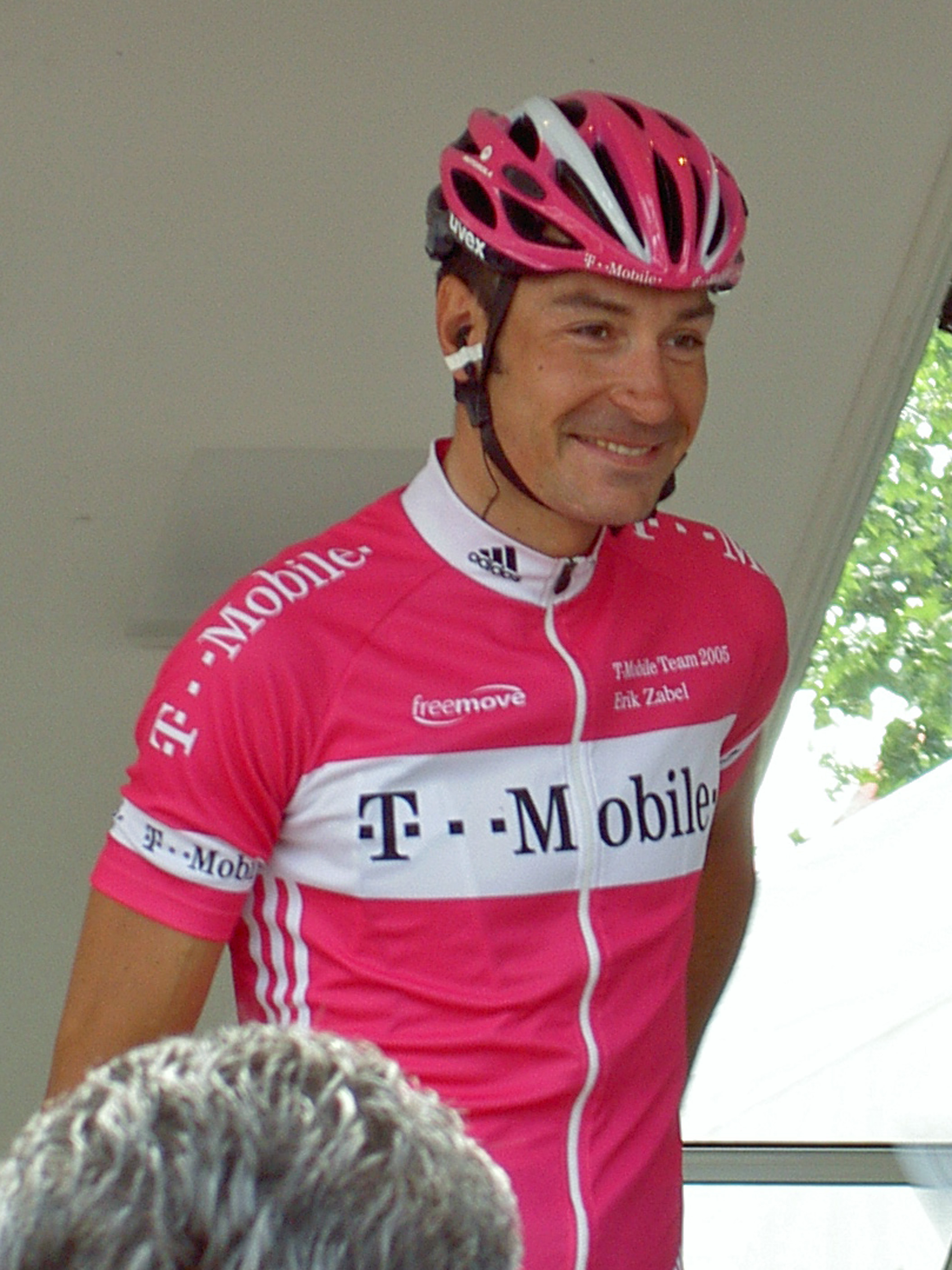
Erik Zabel (2005)

Regisseur Pepe Danquart begleitete für seinen Film mit drei Kamerateams gleichzeitig alle Etappen der Tour de France 2003 und im Speziellen die Radprofis Erik Zabel und Rolf Aldag, die seit Jahren ein freundschaftliches Verhältnis pflegen. Danquart zeigt dabei vor allem die menschlichen Seiten der Sportler, in dem er auch über die Schmerzen und die Schwächen der Fahrer und über den Medienrummel, den das größte Radsportevent der Welt umgibt, berichtet.

## Kritiken
„Mit drei Kamerateams wird die ‚Tour‘ beobachtet, was zu einem in vielen Einzelbeobachtungen packenden, visuell wie musikalisch eindrucksvollen Film führt, dessen Nähe zu den einzelnen Fahrern jedoch den Blick auf das Faszinosum ‚Tour de France‘ etwas verstellt.“

2004 erhielt Mona Bräuer für Höllentour den Preis der deutschen Filmkritik für die Kategorie Bester Schnitt.
2005 war der Film für den Deutschen Filmpreis in der Kategorie Beste Filmmusik nominiert.
2007 warfen Kritiker Danquart eine schöngefärbte, wenig distanzierte Sicht zum Radsport vor, der damals schon unter Verdacht flächendeckenden Dopings stand. Als Zabel, Aldag und andere Team-Telekom-Fahrer systematisches Doping gestanden (Dopingaffäre Team Telekom), der Dopingskandal Fuentes viele prominente Radsportler als Doper enttarnte und die Tour de France 2006 von schweren Dopingskandalen erschüttert wurde, distanzierte sich Danquart von seinem Film.

„Vielleicht wollte ich es einfach nicht glauben. Vielleicht war ich ja der Einzige, der überhaupt noch daran geglaubt hat. [Höllentour] war wahrscheinlich das letzte Denkmal, das man diesem Sport errichtet hat.“